# Stade de A Malata
Le Stade de A Malata (en espagnol : Estadio de A Malata), également connu sous le nom de Stade municipal de A Malata (en espagnol : Estadio Municipal de A Malata, et en galicien : Estadio Municipal da Malata), est un stade de football espagnol situé dans la ville de Ferrol, en Galice.
Le stade, doté de 12 043 places et inauguré en 1993, sert d'enceinte à domicile à l'équipe de football du Racing Club de Ferrol.

## Histoire
Le stade, construit pour remplacer l'ancien stade Manuel Rivera (ayant cédé sa place à une grande place publique et à un centre commercial), est situé dans le quartier d'A Malata, à côté de la promenade et du parc des expositions de Punta Arnela.
En 1993, la municipalité de Ferrol entreprend par l'intermédiaire d'un quinquennat de cinq architectes (Juan Pérez López de Gamarra, Francisco Iglesias Miño, Juan Rey-Cabarcos, Vicente Fernández Coto et Alfredo Alcalá Navarro) de l'entreprise Ferrovial de se faire construire un nouveau stade à l'ouest de la ville. Il ouvre ses portes la même année pour un coût total de construction de 1,7 milliard de pesetas. Il est inauguré le 18 avril 1993 lors d'une victoire 3-2 des locaux du Racing de Ferrol sur l'Atlético Madrid B.
Le premier match officiel ayant lieu dans ce stade se déroule quelques mois plus tard le 29 août 1993, lors d'un match entre le Racing de Ferrol et le Deportivo La Corogne.

## Événements
- 1994 et 1995 : Trophée Concepción Arenal.

### Matchs internationaux de football
| Date             | Compétition | Équipes                            | Score | Affluence |
| ---------------- | ----------- | ---------------------------------- | ----- | --------- |
| 12 novembre 2014 | ?           | Espagne espoirs — Belgique espoirs | 1-4   | 8 200     |